# Samsung Galaxy Note 10.1 2014 Edition
Samsung Galaxy Note 10.1 2014 Edition (Phiên bản 2014) là chiếc máy tính bảng có kích thước 10.1 inch, chạy hệ điều hành Android được nghiên cứu, thiết kế và phát triển bởi Samsung Electronics. Chiếc máy tính bảng này thuộc thế hệ mới của dòng Samsung Galaxy Note series, bao gồm phiên bản 8 inch, Samsung Galaxy Note 8.0. Được công bố vào ngày 04 tháng 9 năm 2013, và được ra mắt trên toàn thế giới vào tháng 10 năm 2013, đây là phiên bản tiếp theo của người tiền nhiệm Samsung Galaxy Note 10.1.

## Lịch sử
Galaxy Note 10.1 Phiên bản 2014 được giới thiệu vào ngày 4 tháng 9 năm 2013. Chiếc máy tính bảng này được giới thiệu cùng Galaxy Note 3 và Galaxy Gear tại IFA 2013, Berlin và Quảng trường New York Times. Vào ngày 26 tháng 9, Samsung công bố chiếc máy tính bảng này sẽ được ra mắt vào tháng 10, với mức giá khởi điểm từ $549, và bắt đầu giao hàng trên toàn nước Mỹ vào cùng tháng.

## Tính năng
ChatON có những tính năng cơ bản bao gồm tự động kết bạn, chat đa phương tiện, cũng như các tính năng mới như My Page, Voice/video chat, và phiên dịch.
Chức năng chính của ChatON được chia thành Multimedia, Group Chat, Trunk và Animation message. ChatON có thể gửi tin nhắn, hình ảnh, video và âm thanh thông qua chức năng Multimedia.
Người dùng thiết lập các thông tin cá nhân trong trang My Page. Họ có thể tạo ra các Chat Room bằng cách chọn nhiều hơn hai người bạn. Tất cả các nội dung được chia sẻ trong từng đoạn hội thoại sẽ được lưu vào Trunk. Animation message có thể biến các hình vẽ đơn giản thành những đoạn video sống động.
Galaxy Note 10.1 Phiên bản 2014 ra mắt với Android 4.3 Jelly Bean. Samsung thiết kế giao diện của chiếc máy tính bảng này với phần mềm TouchWiz UX. Ngoài các ứng dụng của Google, bao gồm Google Play, Gmail và YouTube, chiếc máy tính bảng này có thể truy cập các ứng dụng từ Samsung như ChatON, S Suggest, S Voice, Smart Remote (Peel) và All Share Play. Các tính năng và ứng dụng được tối ưu hóa cho việc sử dụng bút S-pen cũng được thêm vào Note 10.1 Phiên bản 2014, có thể kể đến menu Air Command bao gồm các shortcuts dẫn tới những chức năng đã được tối ưu cho bút S-pen như Action Memos (giấy nhớ trên màn hình sử dụng chức năng nhận diện chữ viết tay để xác định nội dung và cung cấp những hành động phù hợp chẳng hạn như tìm địa chỉ trên Google Maps và gọi cho các số điện thoại cần thiết), công cụ ghi chú Screen Write, Pen Window cho phép người dùng vẽ ra các cửa sổ để chạy một số ứng dụng bên trong, công cụ tìm kiếm S Finder, Scrapbook, My Magazine với ứng dụng cho phép kéo thanh công cụ từ bên dưới màn hình, và phiên bản cập nhật của S Note.
Galaxy Note 10.1 2014 Edition có bản Wi-Fi, 3G và Wi-Fi, cũng như 4G/LTE và Wi-Fi. Bộ nhớ trong dao động từ 16 GB đến 64 GB phụ thuộc vào từng phiên bản, với khe cắm thẻ nhớ microSDXC. Máy tính bảng này có kích thước màn hình 10.1-inch WQXGA TFT với độ phân giải 2.560x1.600 pixel. Galaxy Note 10.1 2014 Edition cũng được trang bị camera trước 2 MP và camera sau 8 MP cũng như khả năng quay video HD.